# Дело «боротьбистов»
Дело «боротьбистов» — сфабрикованное НКВД в 1935 в Украинской ССР дело, фигурантами которого стали участники социалистической украинской партии боротьбистов. Основной причиной дела стало недоверие большевисткого руководства к лидерам бывшей националистической организации. 27 и 28 марта 1935 на закрытом судебном заседании в Киеве выездная сессия Военной коллегии Верховного суда СССР под председательством Василия Ульриха рассмотрела это дело и вынесла приговор для 17 человек.
Это дело понадобилось политическому руководству УССР для тотальной чистки всех структур общества от бывших членов партии боротьбистов, которых в атмосфере развернутой ВКП(б) в конце 1932 кампании поисков «националистических контрреволюционеров» клеймили «скрытыми» националистами.

## История
В своё время боротьбисты были политическими конкурентами большевиков в УССР. В 1920 они влились в КП(б)У и многие из них, в частности Александр Шумский, Григорий Гринько, Василий Эллан-Блакитный, Панас Любченко,
Андрей Волна, Юрий Войцеховский, заняли там руководящие должности.
Однако члены бывшей организации не казались для власти идеологически разоружёнными. В 1930-х годах большинство боротьбистов репрессировали. Фабрикация дела была начата после убийства Кирова. Основными доказательствами виновности подсудимых послужили вынужденные признания арестованных.
12 мая 1956 на основе дополнительной проверки, главный военный прокурор внёс заключение в Военную коллегию Верховного Суда СССР с предложением прекратить уголовные дела бывших участников «дела боротьбистов». Решением Военной коллегии Верховного Суда СССР от 4 августа 1956 все фигуранты были реабилитированы из-за отсутствия состава преступления.

## Фигуранты
- Александр Аркадьевич Полоцкий[укр.] (Заместитель народного комиссара лёгкой промышленности Украины и бывший член редакции газеты «Красный перец» и «Коммунист»);
- Николай Петрович Любченко[укр.] (писатель, член редакции газеты «Коммунист»);
- Семко-Казачук Семен Михайлович[укр.] (экономист, ректор, член ВУЦИК);
- Юрий Петрович Мазуренко[укр.] (дипломат, юрист, член УКП(б));
- Даниил Евменович Кудря (директор Всеукраинского сельхозбанка, член УКП(б));
- Ковалёв, Лев Борисович (старший химик института имени Карпова);
- Кулиш, Николай Гуриевич (писатель, член ВАПЛИТЕ);
- Литераторы: Эпик Григорий Данилович, Полищук Валериан Львович, Василий Яковлевич Штанько, Плужник Евгений Павлович, Панив Андрей Степанович, Штангей Владимир Фокович, Ванченко Пётр Захарович[укр.], Ковинька Александр Иванович, Пидмогильный Валерьян Петрович, Майфет Григорий Иосифович.

Все они были осуждены за контрреволюционную деятельность. По решению суда 15 человек были лишены свободы на 10 лет с конфискацией имущества, а два человека — на 7 лет.
Нападки НКВД на обвинённых не прекращались до самой их смерти. В 1937 по постановлению особой тройки Управления НКВД по Ленинградской области от 9 октября М. Кулиш, В. Подмогильный, В. Штангея, Г. Эпик, Ю. Мазуренко, М. Любченко, А. Панив были казнены. Изменение первоначального решения было обусловлено новым руководством НКВД.